# شعر تركي

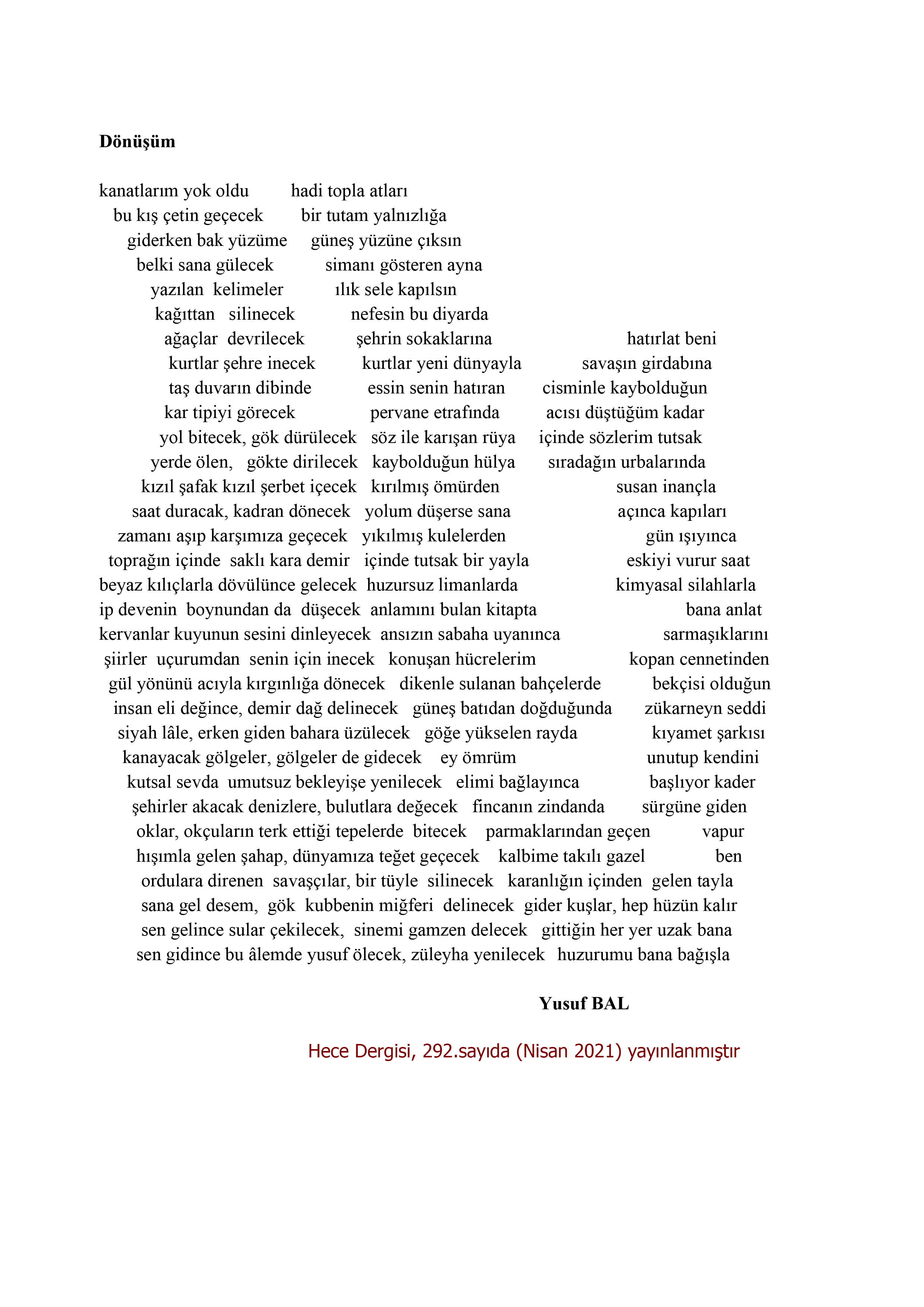
الاسم: دونوسوم، المؤلف: يوسف بال، الشعر البصري، الشعر الملموس

الشعر التركي بالتركية "Türk şiir" بدأ عمومًا منذ فترة التغريب التي بدأت من عام 1839 بإعلان فرمان التنظيمات. حيث حقق الشباب التركي الذي نشئ في الفترة من عام 1838 إلى 1860 التغريب في الأدب التركي. هذه الفترة يطلق عليها أدب التنظيمات.
توجد مقتطفات من الشعر التركي الشعبي القديم في ديوان لغات الترك. والأشعار الموجودة في هذا المصدر باسم شاعر تركي يدعى چوچو تشتمل على الموضوعات الشعرية القديمة كالبطولة والعشق والطبيعة والأخلاق والنصائح. والنماذج المتوفرة في هذا المصدر بوزن الهجا. ومتألفة من رباعيات مقفاة. وتحمل أسماء أشعار تعود للأويغور البوذيين والمانيشين في الفترة من القرن الثامن إلى القرن الثالث عشر كالأغنية الراقصة وكوه(koşuğ-küğ).

## فترة التنظيمات
يلاحظ تطور الشعر في فترة التنظيمات في الفترة من 1860 إلى 1896. فقد تطور كنوع أدبي ضمن أدب التنظيمات الذي نشئ متأثراً بالأدب الغربي بعد إعلان فرمان التنظيمات في 1839. وقد عمل الأدباء في تلك الفترة على الاهتمام باللغة التركية والتناقش حولها وتوسيع تأثيرها وتطويره. فقد أصدر شناسي مع آغا أفندي جريدة ترجمان أحوال في عام 1860، ثم اصدر شناسي بنفسه جريدة تصوير الأفكار وأكد من خلالها على إمكانية الوصول للحضارة الغربية بالتطور. وقد تبنى في تلك الفترة مفهوم النثر ولغةً شعريةً بسيطة. كما ترجم شناسي الرازح تحت تأثير الأدب الفرنسي العديد من الأعمال عن الشعراء الفرنسيين.
لم يستطع الشعراء في تلك الفترة التخلص من تأثير الشعر الديواني، على الرغم من التغيرات المستمرة حينها. وقد استخدموا وزن الهجا باستمرار بيد أنهم استمروا في استخدام الأوزان العروضية. كما أن ضياء باشا من شعراء تلك الفترة وقد نشر هو الأخر مقتطفات من أشعاره باسم خرابات في عام 1874. أما رجائي زاده أكرم فقد جرب أنماطاً كتابية جديدة. كما يعتبر منظراً كبيراً في الأدب التركي وشاعراً معتبراً. ومن شعراء تلك الفترة أيضاً عبد الحق حامد حيث كتب أشعاراً كثيرة على النمط الغربي. ويلاحظ تأثره الشديد بالطبعانية ورومانسية.

## الثروتيون
تطور تيار الثروتيون في الفترة من عام 1896 إلى عام 1901. ويلاحظ التأثر بالرومانسية والرمزية في شعر تلك الفترة. ولكن لشدة الوطأة السياسية حينها كانت أغلب الموضوعات في إطار الحب والطبيعة والعائلة. وتوفيق فكرت هو أهم ممثل لتلك الفترة. وأيضاً جناب شهاب الدين وسليمان نظيف وعلى فائق أوزانصوي وجلال ساهر.

## الفجر الاتي
تطور تيار الفجر الآتي في الفترة من عام 1909 إلى عام 1912. ومن أهم شعراء تلك الفترة أحمد هاشم وتحسين نهاد وأمين بولنت ومحمد بهجت.

## تيار الغريب
هو تيار شعري أنشئه أورخان ولي قانيق ومليح جودت أنضاي وأوكتاي رفعت. وقد نشر شعراء هذا التيار كتاباً شعرياً مشتركاً باسم الغريب. كما أصدروا مجلة عن هذا التيار تسمى بالأوراق واستمر اصدارها لفترة طويلة. وقد اقترب أورخان والي من الشعب وتبناهم، وهو أشهر شاعر تركي.

## تيار الجديد الثاني
من أشهر شعراء هذا التيار جمال ثريا وايجه أيهان واديب جانسفر وتورغوت أويار. ولم يعترف به كتيار جديد. كما أنهم استخدموا أحاديث النفس الداخلية في الشعر، ونادوا بضرورة التخلص من الوزن والقافية. وأكسبوا الشعر سرعة جديدة وعلى الرغم من كل الانتقادات التي تعرضوا لها، إلا أنهم وجهوا الشعر نحو مَعلمٍ واضح، وساهموا كثيرًا في تطويره.

## الاجتماعي الواقعي
ظهر تيار الواقعية الاجتماعية بصورة ملحوظة من بعد عام 1960. وقد انتقد شعرائه شعر تيار الجديد الثاني، ودافعوا عن الشعر الاجتماعي. وقد أصدر عصمت أوزال وأتاول بهرام أغلو مجلة أصدقاء الشعب في الفترة بين عام 1970 - 1971.

## الشعر بعد 1980
لم يتبع الشعر منذ 1980 نمطاً أو طريقة محددة، وأصبح المبدأ السائد «يجب أن يكون الشعر شعراً قبل كل شئ». واختلف الشعر من شاعر لأخر، وأصبح ألواناً وطرائق متعددة، وصار من الصعب ضمه إلى تيار محدد. ومن أهم الشعراء عدنان أوزر وتورغوت تانيول وحيدر أرجولان.